# Grand Prix schansspringen 2009
De Grand Prix schansspringen 2009 ging op 8 augustus 2009 van start in het Duitse Hinterzarten en eindigde op 3 oktober in het Duitse Klingenthal. De Grand Prix bestond dit seizoen uit 9 individuele wedstrijden en één wedstrijd voor landenteams. De Zwitser Simon Ammann legde dit seizoen beslag op de eindzege in het klassement van de Grand-Prix.

## Uitslagen en standen

### Kalender
| Datum                           | Plaats                          | Schans                          | Opmerking                       | Eerste                                                                  | Tweede                                                                | Derde                                                      |
| ------------------------------- | ------------------------------- | ------------------------------- | ------------------------------- | ----------------------------------------------------------------------- | --------------------------------------------------------------------- | ---------------------------------------------------------- |
| 8/8/2009                        | Hinterzarten                    | HS108                           | Team Avond                      | Noorwegen Bjørn Einar Romøren Kenneth Gangnes Anders Jacobsen Tom Hilde | Duitsland Michael Neumayer Georg Späth Michael Uhrmann Martin Schmitt | Finland Sami Niemi Janne Happonen Harri Olli Kalle Keituri |
| 4-Nations-Grand-Prix:           |                                 |                                 |                                 |                                                                         |                                                                       |                                                            |
| 9/8/2009                        | Hinterzarten                    | HS108                           |                                 | Simon Ammann                                                            | Anders Jacobsen                                                       | Denis Kornilov                                             |
| 12/8/2009                       | Pragelato                       | HS140                           | Avond                           | Simon Ammann                                                            | Adam Małysz                                                           | Emmanuel Chedal                                            |
| 14/8/2009                       | Courchevel                      | HS132                           | Avond                           | Simon Ammann                                                            | Adam Małysz                                                           | Roman Koudelka                                             |
| 16/8/2009                       | Einsiedeln                      | HS117                           |                                 | Bjørn Einar Romøren                                                     | Daiki Ito                                                             | Robert Kranjec                                             |
| Eindstand 4-Nations-Grand-Prix: | Eindstand 4-Nations-Grand-Prix: | Eindstand 4-Nations-Grand-Prix: | Eindstand 4-Nations-Grand-Prix: | Simon Ammann                                                            | Adam Małysz                                                           | Denis Kornilov                                             |
| 22/8/2009                       | Zakopane                        | HS134                           | Avond                           | Gregor Schlierenzauer                                                   | Johan Remen Evensen                                                   | Adam Małysz                                                |
| 23/8/2009                       | Zakopane                        | HS134                           |                                 | Anders Jacobsen                                                         | Gregor Schlierenzauer                                                 | Johan Remen Evensen                                        |
| 29/8/2009                       | Hakuba                          | HS131                           | Avond                           | Noriaki Kasai                                                           | Fumihisa Yumoto                                                       | Simon Ammann                                               |
| 30/8/2009                       | Hakuba                          | HS131                           | Avond                           | Robert Kranjec                                                          | Daiki Ito                                                             | Simon Ammann                                               |
| 3/10/2009                       | Klingenthal                     | HS140                           | Avond                           | Gregor Schlierenzauer                                                   | Robert Kranjec                                                        | Harri Olli                                                 |

### Grand-Prix eindstand
| #      | Atleet                | Land | Punten |
| ------ | --------------------- | ---- | ------ |
| Goud   | Simon Ammann          | SUI  | 537    |
| Zilver | Robert Kranjec        | SLO  | 477    |
| Brons  | Adam Małysz           | POL  | 294    |
| 4      | Denis Kornilov        | RUS  | 293    |
| 5      | Gregor Schlierenzauer | AUT  | 280    |
| 6      | Harri Olli            | FIN  | 275    |
| 7      | Daiki Ito             | JPN  | 251    |
| 8      | Anders Jacobsen       | NOR  | 241    |
| 9      | Bjørn Einar Romøren   | NOR  | 232    |
| 10     | Noriaki Kasai         | JPN  | 217    |